# Silke Hillesheim
Silke Hillesheim (* 1966 in Dillenburg) ist eine deutsche Journalistin. Sie arbeitet seit 1990 für verschiedene Sendeanstalten des öffentlich-rechtlichen Rundfunks in Deutschland, unter anderem für das ZDF, für ARD/3sat und den SWR. Derzeit ist Hillesheim als Flottenmanagerin in der ARD-Programmdirektion tätig. Zu ihren Aufgaben gehört u. a. die digitale Weiterentwicklung der ARD-Partner- und Spartenkanäle.

## Leben
Silke Hillesheim absolvierte ihr Abitur 1985 an der Wilhelm-von Oranien-Schule in Dillenburg. Anschließend studierte sie Mittlere und Neue Geschichte, Journalismus, Politik und Öffentliches Recht an der Justus-Liebig-Universität in Gießen. Das Studium hat sie 1992 erfolgreich mit einem Magister Artium abgeschlossen.
Parallel zu ihrem Studium begann Hillesheim, für den öffentlich-rechtlichen Rundfunk zu arbeiten. Von 1990 bis 1995 war sie freie Mitarbeiterin in verschiedenen Redaktionen des ZDF: im ZDF heute-journal, dem ZDF-Mittagsmagazin, dem ZDF-Morgenmagazin und in der ZDF-Zeitgeschichte. 1995 verantwortete sie die Diskussion „Nie wieder Krieg“, an der u. a. Helmut Schmidt, Henry Kissinger und Michail Gorbatschow teilgenommen haben. Die Diskussion fand anlässlich des 50. Jahrestags der Potsdamer Konferenz und damit der Neuordnung Deutschlands nach dem Zweiten Weltkrieg statt.
Ebenfalls 1995 wechselte Hillesheim in die Chefredaktion des SWR (damals noch SWF) und arbeitete dort als Reporterin, Planerin und Schlussredakteurin. In dieser Zeit hat sie unter anderem das wöchentliche Politikmagazin „Ländersache“ zusammen mit einem Kernteam neu entwickelt. 2004 wurde sie stellvertretende Redaktionsleiterin von „Ländersache“.
Als Redakteurin übernahm Silke Hillesheim in dieser Zeit Sonderaufgaben für den SWR und Das Erste bei der Übertragung verschiedener Wahlen, beim Großen Zapfenstreich für Helmut Kohl (1998) und anlässlich des Besuchs von US-Präsident George W. Bush in Mainz (2005). Für Das Erste produzierte sie Beiträge für „Report Mainz“ und „ARD exklusiv“.
Von 2005 bis 2009 übernahm Hillesheim innerhalb der ARD die Position der Planungsleiterin für „Koordination 3sat“. Für das internationale Gemeinschaftsprogramm von ARD, ZDF, ORF und SRG verantwortete sie länderübergreifende Thementage.
Zwischen 2009 und 2015 war Hillesheim Abteilungsleiterin der Programmplanung des SWR Fernsehens in Baden-Baden. In ihrer Funktion war sie u. a. „Programmmanagerin SWR Fernsehen“ und übernahm in der Zweiländeranstalt in Abstimmung mit dem Fernsehdirektor und den Landessender-Direktionen standortübergreifend Verantwortung für tagesaktuelle Entscheidungen und Sonderprogrammierungen.
Im Rahmen dieser Tätigkeit war Hillesheim in den Jahren 2014 und 2015 zudem verantwortlich für die Gesamtkoordination der trimedialen ARD Themenwoche „Heimat“. Die Themenwoche „Heimat“ war die zehnte Themenwoche der ARD und wurde zwischen 4. und 10. Oktober 2015 ausgestrahlt.  Angesichts des Krieges in Syrien und der bis dahin größten Fluchtbewegung nach Ende des Zweiten Weltkrieges nach Deutschland im Sommer 2015 entfaltete das Thema „Heimat“ eine hohe gesellschaftspolitische Relevanz.
Von 2013 bis 2015 war sie stellvertretende Hauptabteilungsleiterin in der Programmdirektion des SWR.
Von 2015 bis 2016 war Hillesheim Geschäftsführerin „ARD Koordination 3sat“ und verantwortete die programmliche und strategische Gestaltung.
Von 2016 bis 2019 war sie stellvertretende bzw. Geschäftsführerin der „ARD Koordination Tages- und Familienprogramm“. In dieser Funktion war sie mitverantwortlich für die zeitlich größte Koordination im Ersten mit über 2000 Programmstunden pro Jahr und unterschiedlichen Programmgenres von der Information bis zur Fiktion.
Während dieser Tätigkeit war Hillesheim unter anderem Mitglied in der Programmkommission des KiKA, dem von ARD und ZDF gemeinsam geführten Kinderkanal. Dabei war es ihr ein wichtiges Anliegen, dass die stärkere Digitalisierung des KiKa-Programms die Medienkompetenz von Kindern berücksichtigt. 2018 präsentierte der KiKA den Themenschwerpunkt „Respekt für meine Rechte! – Abenteuer digital“, der Kinder dabei unterstützt hat, den verantwortungsvollen Umgang mit digitalen Medien zu lernen.
Silke Hillesheim war von 2020 bis 2022 Abteilungsleiterin Integrierte Programmplanung für ARD/SWR in Mainz. In der Programmdirektion Information war sie mitverantwortlich für die Neugestaltung des digitalen Programms und die Entwicklung neuer digitaler Formate für ARD-Mediathek und Drittplattformen.
Als Beauftragte des SWR für die Videoprogrammkonferenz hat sie ihr Haus in der ARD vertreten und den ARD-Reformprozess mit vorangetrieben. Zudem hatte Hillesheim die Leitung und die Koordination mehrerer crossmedialer Diversity-Tage für ein vielfältiges Programmangebot. Als Mitglied der standortübergreifenden Corona-Task-Force war Hillesheim außerdem mitverantwortlich für Maßnahmen zur Aufrechterhaltung des Sendebetriebs während der Pandemie.
Seit 2022 arbeitet Silke Hillesheim als Flottenmanagerin der ARD-Programmdirektion im Team von Programmdirektorin Christine Strobl in München. Im Rahmen des umfassenden Digitalisierungs-Prozesses in der ARD gehört zu ihren Aufgaben u. a. die Entwicklung eines digitalen, zukunftsfähigen Konzepts für die ARD-Partner- und Spartenkanäle zur Stärkung der ARD-Mediathek. Außerdem verantwortet sie die Steuerung crossmedialer Thementage für Das Erste, die ARD Mediathek, ARD Audiothek, die Dritten und digitale Plattformen. Auch die Steuerung der die Aktivitäten für das Jubiläum „75 Jahre ARD“, das im Jahr 2025 gefeiert wird, gehört in ihren Verantwortungsbereich.

## Mitgliedschaften
- seit 2022: Mitglied im ARD Diversity Board
- 2016–2022: Beauftragte des SWR für die ARD-Videoprogrammkonferenz (VPK)
- 2012–2022: Mitglied in der Programmkoordination für die Deutsche Welle (Deutsches Auslandsfernsehen)
- 2016–2019: Mitglied der KiKA-Programmkommission
- 2016–2018: Mitglied der ARD-Verwertungskommission

## Auszeichnungen
- Probst Reinhard Becker-Preis, Evangelische Kirche Hessen und Nassau, für „Fehlstart ins Leben“ (1995)